# الگوگ
الگوگ (برعکس عبارت گوگل) یک وبسایت برعکس از موتور جستجو گر شرکت گوگل است که تمامی تصویر موجود در سایت گوگل را به صورت برعکس نشان می‌دهد.
وبسایت غیررسمی الگوگ در سال ۲۰۰۲ تنها برای تفریح و جذابیت ساخته شده بود اما زمانی که در جمهوری خلق چین سایت گوگل فیلتر شد مردم آن کشور به استفاده از الگوگ پرداختند تا فیلترها را دور بزنند.
دور زدن فیلترینگ بزرگ با استفاده از این وبسایت باعث شد استقبالی بیش از انتظار از این دامنه اینترنتی شود! و اکنون این دامنه برای فروش گذاشته شده است